# Awala-Yalimapo
Awala-Yalimapo một commune của vùng hành chính hải ngoại Guyane thuộc Pháp của nước Pháp.